# Walter Spindler

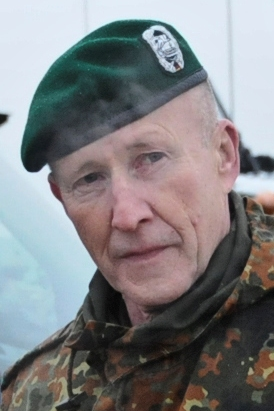
Walter Spindler

Walter Spindler (* 4. Mai 1954 in Detmold) ist ein Generalmajor a. D. des Heeres der Bundeswehr. Er war in letzter Verwendung vom 1. Juli 2013 bis April 2017 Kommandeur des Ausbildungskommandos in Leipzig.

## Leben
Spindler wurde als Sohn eines Landwirts geboren und wuchs in dem kleinen Ort Maspe auf. Ebenso wie der spätere SPD-Politiker Frank-Walter Steinmeier besuchte er das Städtische Neusprachliche Gymnasium Blomberg. Ohne die Absicht, Berufssoldat zu werden, trat er 1973 in die Bundeswehr ein. Bereits während seiner Anfangszeit entwickelte sich seine Leidenschaft für die Armee. Spindler, der fließend Englisch und Französisch spricht, lebt mit seiner Frau in Müllheim im Markgräflerland. Das Paar ist seit 1983 verheiratet und hat  vier Kinder (drei Töchter und einen Sohn).

## Militärische Laufbahn
Beförderungen
- 1973 Eintritt in die Bundeswehr
- 1976 Leutnant
- 1979 Oberleutnant
- 1981 Hauptmann
- 1989 Major
- 1992 Oberstleutnant
- 1998 Oberst
- 2003 Brigadegeneral
- 2011 Generalmajor

### Ausbildung und erste Verwendungen
Spindler wurde am 1. Juli 1973 zunächst als Wehrdienstleistender in das Panzergrenadierbataillon 323 in Schwanewede einberufen. Nach seiner Weiterverpflichtung studierte er von  1974 bis 1978 an der Universität der Bundeswehr München Wirtschafts- und Organisationswissenschaften. Während seines Studiums in München wurde er im Corps Suevo-Guestphalia aktiv. Danach kehrte er zurück in die Truppe und war zwei Jahre als Zugführer und später S2 im  Panzergrenadierbataillon 11 in Wesendorf eingesetzt. Von 1980 bis 1985 war er im Panzergrenadierbataillon 12 in Osterode Kompaniechef.

### Generalstabsausbildung und Dienst als Stabsoffizier
Spindler durchlief von 1985 bis 1986 die deutsche Generalstabsausbildung an der Führungsakademie der Bundeswehr in Hamburg und von 1986 bis 1988  die französische Generalstabsausbildung an der École supérieure de guerre in Paris. Danach war er für ein Jahr als Stabsoffizier G4/G3 der Panzerbrigade 29 in Sigmaringen eingesetzt und von 1989 bis 1991 Referent im Führungsstab der Streitkräfte des Bundesministeriums der Verteidigung in Bonn.
Von 1991 bis 1993 war er Stabsoffizier G3 (Operationen) beim Wehrbereichskommando VIII in Neubrandenburg und dann bis 1995 Kommandeur des Panzergrenadierbataillons 72/173 in Hamburg-Fischbek.
Spindler hatte seine erste internationale Verwendung als G3 OP für zwei Jahre im Eurokorps in Straßburg und wurde im Anschluss von 1997 bis 1998 Gruppenleiter Operation des Heeresführungskommandos in Koblenz. Danach war er bis 2002 als Referatsleiter im Planungsstab des Bundesministeriums der Verteidigung in Bonn und Berlin eingesetzt. In diesem Jahr besuchte er auch das Seminar für Sicherheitspolitik 2002 an der Bundesakademie für Sicherheitspolitik in Siegburg. Bis 2003 war Spindler  Hörer am französischen Zentrum für Höhere Militärische Studien (CHEM) in Paris und nahm am dortigen Generalslehrgang teil.

### Generalsverwendungen

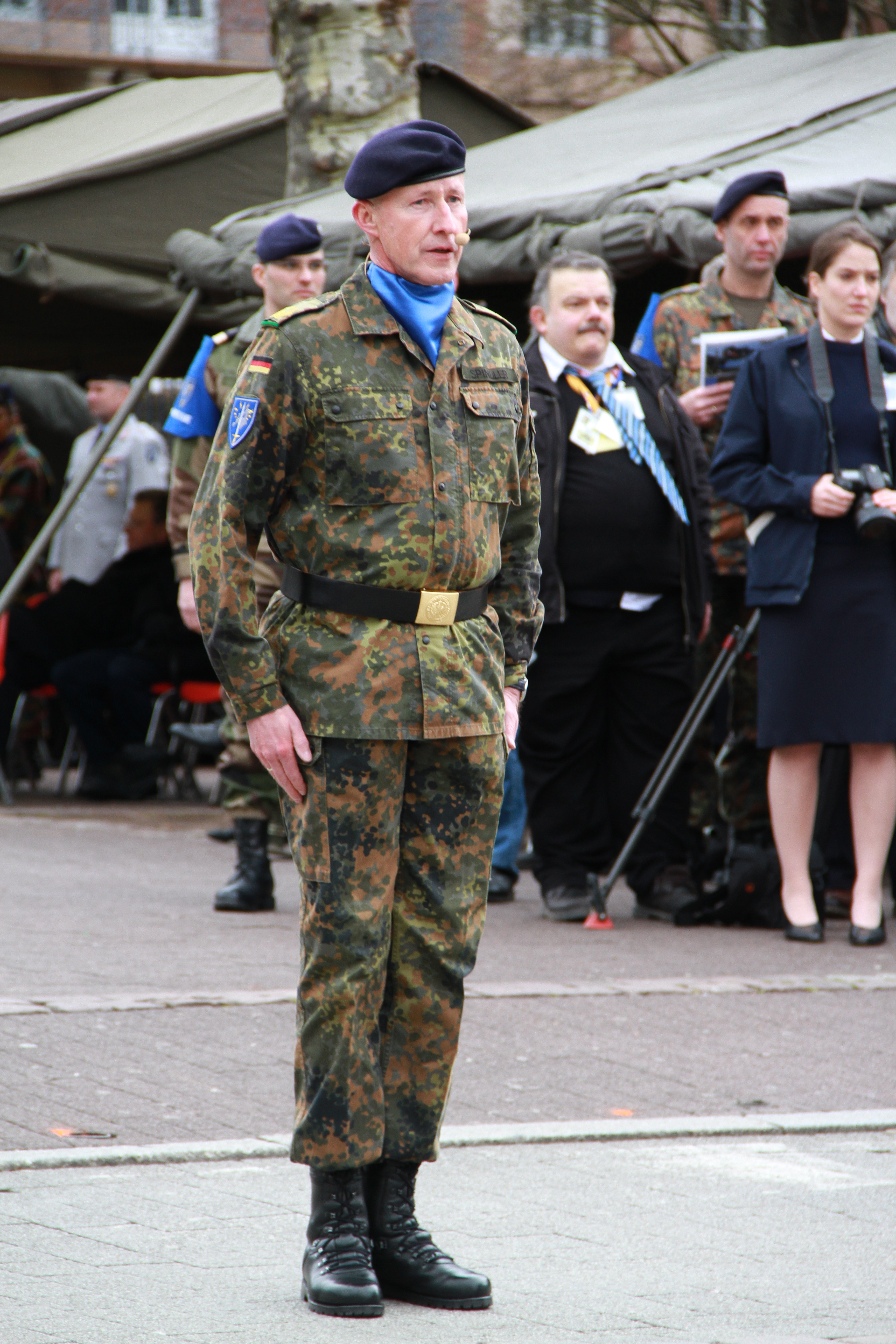
Walter Spindler (2013)

Ab dem 1. September 2003 kommandierte er  die Deutsch-Französische Brigade in Müllheim im Markgräflerland und ging mit ihr als Kommandeur der Kabul Multinational Brigade von Juli 2004 bis Januar 2005 in den Einsatz nach Afghanistan. Dort war er unter anderem für die Sicherheit bei den ersten demokratischen Wahlen in Afghanistan verantwortlich, die Hamid Karsai gewann.
2005 wurde er dann stellvertretender Chef des Stabes für Operationen des Eurokorps. 2007 übernahm er die Stelle des Abteilungsleiters II im Heeresamt in Köln und wurde somit General für die Ausbildung im Heer. Am 2. Mai 2011 wurde ihm interimsweise der Dienstposten des Chefs des Stabes des Heeresamtes übertragen, da der bisherige Dienstposteninhaber, Brigadegeneral Wolfgang Köpke, für ein Jahr in das ISAF-Hauptquartier in Kabul wechselte. Am 28. Juni 2011 wurde er Stellvertretender Kommandierender General des Eurokorps in Straßburg. Zum 1. Juli 2013 wurde er Kommandeur des Ausbildungskommandos in Leipzig.

### Abberufung als Kommandeur des Ausbildungskommandos
Ende April 2017 wurde er von Bundesverteidigungsministerin Ursula von der Leyen von seiner Funktion als Kommandeur des Ausbildungskommandos des Heeres entbunden und bis zu seiner geplanten Versetzung in den Ruhestand im August 2017 auf einen anderen Dienstposten versetzt. Ihm wird vorgeworfen, „in einem bisher noch nicht bekannten Fall von Verfehlungen durch Heeresausbilder im thüringischen Sondershausen erneut nicht energisch genug ermittelt zu haben“. Seine Abberufung löste eine öffentliche Debatte um den Korpsgeist in der Bundeswehr aus. Spindler selbst äußerte sich kritisch in der Öffentlichkeit über diesen Vorgang, insbesondere über die Tatsache, dass er nicht vor den Medien (Twitter und Spiegel Online) über seine bevorstehende Versetzung informiert worden war. Nach seiner Aussage wurde er darüber durch den Inspekteur des Heeres erst informiert, nachdem die Nachricht schon mehrere Minuten online war:

„Was ich mir gewünscht hätte, wäre gewesen, dass ich nicht über Twitter und Spiegel Online von meiner vorzeitigen Entbindung erfahre. 11:39 Uhr war es mit Twitter, da wurde ich weggeknipst. 11:49 Uhr wurde ich gefeuert über Spiegel Online. Um 11:55 Uhr wurde ein Beauftragter der Ministerin, nämlich der Inspekteur des Heeres offiziell, der mich dann informiert hat. Mit dem Wortlaut, der in der Presse stand. Das ist würdelos und stillos aus meiner Sicht.“

Spindlers Nachfolger ist Norbert Wagner, ehemaliger Kommandeur des Ausbildungszentrums in Munster. Zum 1. September  2017 trat Spindler in den Ruhestand.

## Orden und Auszeichnungen
- Ehrenkreuz der Bundeswehr in Gold
- Einsatzmedaille der Bundeswehr (ISAF)
- Leopoldsorden (Belgien), Kommandeur
- Kronenorden (Belgien), Kommandeur
- Verdienstorden des Großherzogtums Luxemburg, Kommandeur
- Ehrenlegion, Ritter
- Ordre national du Mérite, Officier
- Meritorious Service Medal (Vereinigte Staaten)
- Loyal Service under the flags, 2° degree
- NATO-Medaille (ISAF)